# Morde & Assopra
Morde & Assopra (en español: Dinosaurios y Robots) fue una telenovela brasileña producida y transmitida por TV Globo en el horario de las 19 horas. Su estreno fue el día 21 de marzo de 2011, substituyendo a Cuchicheos.
Escrita por Walcyr Carrasco y Claudia Souto, con la colaboración de André Ryoki y Daniel Berlinsky, dirigida por André Felipe Binder, Fábio Strazzer, Marcelo Zambelli y Roberta Richard, con la dirección general de Pedro Vasconcelos sobre núcleo de Rogério Gomes. 
Protagonizada por Adriana Esteves,  Marcos Pasquim,  Mateus Solano y Flávia Alessandra, con las participaciones antagónicas de Marina Ruy Barbosa, Bárbara Paz, Michel Bercovitch, Carla Marins, Klebber Toledo y Vanessa Giácomo y la actuación estelar de los primeros actores Cássia Kis, Jandira Martini, Elizabeth Savalla y Ary Fontoura.

## Enredo
La novela cuenta la historia de Julia, una exitosa paleontóloga que pasó años viajando por el mundo y que va a Japón, particularmente al Monte Fuji para investigar a fondo sobre Fósiles de dinosaurios de una nueva especie prehistórica para terminar su doctorado.
Júlia, pierde su material de investigación y muy agitada, va a Tokio para intentar encontrar otra localidad en el país que posea restos de fósiles. Es ahí que ella conoce a Ícaro, que fue a Tokio a buscar y conocer sobre tecnologías nuevas, que puedan crear un Robot a imagen y semejanza de un ser humano, puesto que él es viudo, y quiere crear una máquina idéntica en apariencia y memoria de su fallecida esposa Naomi, que murió en una tempestad en Alta Mar.
Ícaro ayuda a Julia y le dice a ella que en Preciosa, ciudad ficticia del interior de São Paulo, tiene muchos esqueletos de animales prehistóricos, de hace más de 90 millones de años. 
Esa era la oportunidad que necesitaba. Si ella encuentra una nueva especie de dinosaurio será muy reconocida y la primera en realizar tal hecho. Así, Julia va a la ciudad con su asistente, Virgínia, que es mala y envidiosa y solo trabaja con Julia por interés de conseguir tomar su lugar. Virgínia al ir a Preciosa se envolverá con tráfico de fósiles y ganará dinero dando golpes a Júlia. Ella también seducirá algunos campesinos para que ellos le den los fósiles de dinosaurio. 
Julia es novia de su exprofesor, el inglés John Lewis, más todo cambiará al llegar a Preciosa. Su novio prepara golpes con Virgínia en el mercado negro, y juntos forman una dupla de villanos. 
En Preciosa, Julia conocerá a Abner, que se torna de repente su único y verdadero amor, más antes ellos pelearán mucho, pues para encontrar los huesos de dinosaurio, ella tendrá que derrumbar un cafetal en un sitio, y solo con a autorización de Abner ella podrá hacer eso, más él se rehúsa a destruir su sitio para ayudarla. Assí una batalla en que amor y odio se cruzan se desenvolverá en la trama.
Abner es viudo y padre de Tónica, una jovencita muy dócil, más obstinada como el padre. También cuida de la madre Hortência y de la hermana, Raquel El principal obstáculo para el amor de Julia y Abner es, además del rechazo de él de ayudar a Julia por miedo de perder su sitio, será Celeste, una mujer totalmente enamorada de Abner, su cuñado. Ella y la hermana de la fallecida esposa de él le ayudan a criar a Tónica, más está insatisfecha en ser solo su cuñada, quier ser su esposa y hará de todo mal para conseguirlo. Celeste cuenta con la ayuda de su madre, Salomé en sus trampas. 
Ícaro consigue, con ayuda de su asistente Akira, crear a la robot Naomi. Pero, Naomi se enamora del jardinero de la casa, Leandro y pide ser desligada. Momentos antes de ser desligada, pasa una tempestad y un rayo cae sobre la casa de Ícaro, haciendo al robot quebrarse. Ese mismo día, aparece la verdadera Naomi, diciendo que estuvo en coma por años y que estaba embarazada de Ícaro cuando desapareció. Con ella llega un niño llamado Rafael, un pequeño que tiene problemas en una pierna. La Naomi humana, presenta un carácter dudoso, alaindose a Salomé y Celeste, haciendo a Ícaro perder la subasta de la hacienda de Abner. Meses después, Ícaro arma a la robot y crea un conflicto entre ella y la versión humana de Naomi, que no acepta el hecho de haber substituida durante su "muerte".

## Reparto
| Actor                      | Personaje                     |
| -------------------------- | ----------------------------- |
| Adriana Esteves            | Júlia Freire de Aquino        |
| Marcos Pasquim             | Abner Martins de Medeiros     |
| Flávia Alessandra          | Naomi Guzmán / Naomi (robot)  |
| Mateus Solano              | Ícaro Sampaio                 |
| Ary Fontoura               | Isaías "Zazá" Junqueira Alves |
| Elizabeth Savalla          | Minerva Alves                 |
| Jandira Martini            | Salomé de Souza               |
| Paulo Goulart              | Eliseu                        |
| Cássia Kis Magro           | Dulce Maria                   |
| Vanessa Giácomo            | Celeste de Souza              |
| Paulo Vilhena              | Cristiano                     |
| Carol Castro               | Natália Sampaio               |
| Caio Blat                  | Leandro                       |
| Bárbara Paz                | Virgínia Lolato               |
| Tarcísio Filho             | Pimentel                      |
| André Gonçalves            | Áureo Alves                   |
| Luís Melo                  | Oséas                         |
| Nívea Stelmann             | Lavínia Silva Guedes          |
| Carla Marins               | Amanda                        |
| Marina Ruy Barbosa         | Alice Alves                   |
| Gabriela Carneiro da Cunha | Raquel Martins de Medeiros    |
| Sérgio Marone              | Marcos Sampaio                |
| Otaviano Costa             | Élcio/Elaine                  |
| Max Fercondini             | Wilson                        |
| Ana Rosa                   | Dinorá                        |
| Suzy Rêgo                  | Duda Aguiar                   |
| Luana Tanaka               | Keiko Tanaka                  |
| Ildi Silva                 | Lídia Santos                  |
| Michel Bercovitch          | John Lewis                    |
| Rodrigo Hilbert            | Fernando                      |
| André Bankoff              | Tiago                         |
| Raphael Viana              | Tadeu Ferreira                |
| Joaquim Lopes              | Josué                         |
| Cristina Mutarelli         | Pink                          |
| Flávia Garrafa             | Carolina                      |
| Miriam Lins                | Irene                         |
| Bruna Spínola              | Abelha (Maria Eduarda)        |
| Klebber Toledo             | Guilherme Duarte de Lima      |
| Erom Cordeiro              | Padre Francisco               |
| Guilherme Nasraui          | Daniel                        |
| Thiago Luciano             | Éverton                       |
| Cosme dos Santos           | Bento                         |
| Ary França                 | Dorival                       |
| Cláudio Jaborandy          | Nivaldo                       |
| Fernando Roncato           | Renato                        |
| Neusa Maria Faro           | Palmira                       |
| Sandra Barsotti            | Dora                          |
| Narjara Turetta            | Lílian                        |
| Dhu Moraes                 | Janice                        |
| Vera Mancini               | Cleonice                      |
| Miwa Yanagizawa            | Tieko Kobayashi               |
| Daniela Fontan             | Marli                         |
| Aline Peixoto              | Márcia Gadelha                |
| Juliana Schalch            | Lara                          |
| Jurema Reis                | Maria João                    |
| Camila Chiba               | Hoshi Tanaka                  |
| Bárbara Silvestre          | Inês                          |
| Guilherme Gonzalez         | Efraim                        |
| Rael Barja                 | Tutu                          |
| Anderson Di Rizzi          | Sargento Xavier               |
| Keff Oliveira              | Caco                          |
| Marisol Ribeiro            | Melissa                       |
| Carol Abras                | Tânia                         |
| Karla Karenina             | Anecy Gadelha                 |
| Veronica Rocha             | Selma                         |
| Chao Chen                  | Akira Kobayashi               |
| Mauro Gorini               | Roney                         |
| Dionísio Neto              | Aquiles                       |
| Oswaldo Lot                | Zé Paulo                      |
| Celso Bernini              | Bira                          |
| Ken Kaneko                 | Hinoue                        |
| Márcio Tadeu de Lima       | Herculano Gadelha             |
| Antônio Firmino            | Ígor                          |
| Leandro Ribeiro            | Heitor                        |
| Marcos Miura               | Shiro                         |
| Ricardo Vandré             | Moisés                        |

## Emisión
| País                               | Título alternativo / Traducción | Cadena(s)             | Primera emisión        | Última emisión          | Horario semanal | Hora  |
| ---------------------------------- | ------------------------------- | --------------------- | ---------------------- | ----------------------- | --------------- | ----- |
| Bandera de Brasil                  | Morde & Assopra                 | Rede Globo            | 21 de marzo de 2011    | 14 de octubre de 2011   | Lunes a Sábados | 19:30 |
| Bandera de Portugal                | Morde & Assopra                 | SIC RTP Internacional | 5 de setiembre de 2011 | 22 de junio de 2012     | Lunes a viernes | 18:30 |
| Bandera de Corea del Sur           | 공룡과 로봇                     | Telenovela            | 14 de enero de 2014    | 7 de abril de 2015      | Martes          | 16:30 |
| Bandera de Nicaragua               | Dinosaurios y Robots            | Televicentro          | 24 de febrero de 2014  | 18 de agosto de 2014    | Lunes a viernes | 19:00 |
| Bandera de la República Dominicana | Dinosaurios y Robots            | Antena Latina         | 7 de agosto de 2014    | 4 de febrero de 2015    | Lunes a viernes | 20:00 |
| Bandera de Paraguay                | Dinosaurios y Robots            | Paravision            | 12 de agosto de 2014   | 4 de febrero de 2015    | Lunes a viernes | 20:00 |
| Bandera de Uruguay                 | Dinosaurios y Robots            | Teledoce              | 29 de junio de 2015    | 11 de diciembre de 2015 | Lunes a viernes | 18:00 |
| Bandera de Perú                    | Dinosaurios y Robots            | ATV                   | TBA                    | TBA                     | TBA             |       |
| Bandera de Estados Unidos          | Dinosaurios y Robots            | Azteca America        | TBA                    | TBA                     | TBA             |       |